# زیردریایی یو-۲۹۹
زیردریایی یو-۲۹۹ (به انگلیسی: German submarine U-299) یک زیردریایی بود که طول آن ۶۷٫۱۰ متر (۲۲۰ فوت ۲ اینچ) بود. این زیردریایی در سال ۱۹۴۳ ساخته شد.